# Weltmeisterschaften im Modernen Fünfkampf 2013
Die Weltmeisterschaften im Modernen Fünfkampf 2013 fanden bei den Herren und Damen vom 19. bis 28. August in Kaohsiung, Taiwan, statt.

## Herren

### Einzel
| Platz | Land                   | Sportler            |
| ----- | ---------------------- | ------------------- |
| 1     | Litauen                | Justinas Kinderis   |
| 2     | Vereinigtes Königreich | Nicholas Woodbridge |
| 3     | Russland               | Alexander Lessun    |

### Mannschaft
| Platz | Land       | Sportler                                              |
| ----- | ---------- | ----------------------------------------------------- |
| 1     | Frankreich | Valentin Prades Christopher Patte Jean-Maxence Berrou |
| 2     | Russland   | Alexander Lessun Ilja Frolow Sergei Karjakin          |
| 3     | Südkorea   | Jung Jin-hwa Lee Woo-jin Jung Hwon-ho                 |

### Staffel
| Platz | Land                | Sportler                                   |
| ----- | ------------------- | ------------------------------------------ |
| 1     | Ungarn              | Róbert Kasza Ádám Marosi Bence Demeter     |
| 2     | Volksrepublik China | Cai Zhaohong Chen Fulao Guo Jianli         |
| 3     | Russland            | Dmitri Lukach Ilja Frolow Alexander Lessun |

## Mixed
| Platz | Land       | Sportler                              |
| ----- | ---------- | ------------------------------------- |
| 1     | Frankreich | Valentin Belaud Élodie Clouvel        |
| 2     | Lettland   | Deniss Čerkovskis Jeļena Rubļevska    |
| 3     | Ukraine    | Pawlo Tymoschtschenko Iryna Chochlowa |

## Damen

### Einzel
| Platz | Land      | Sportlerin                         |
| ----- | --------- | ---------------------------------- |
| 1     | Litauen   | Laura Asadauskaitė-Zadneprovskienė |
| 2     | Brasilien | Yane Marques                       |
| 3     | Russland  | Donata Rimšaitė                    |

### Mannschaft
| Platz | Land                   | Sportlerinnen                                         |
| ----- | ---------------------- | ----------------------------------------------------- |
| 1     | Vereinigtes Königreich | Samantha Murray Mhairi Spence Kate French             |
| 2     | Volksrepublik China    | Zhang Xiaonan Liang Wanxia Chen Qian                  |
| 3     | Ukraine                | Wiktorija Tereschtschuk Anastassija Spas Ganna Buriak |

### Staffel
| Platz | Land     | Sportlerinnen                                          |
| ----- | -------- | ------------------------------------------------------ |
| 1     | Ukraine  | Wiktorija Tereschtschuk Iryna Chochlowa Ganna Buriak   |
| 2     | Ungarn   | Sarolta Kovács Leila Gyenesei Zsófia Földházi          |
| 3     | Russland | Alise Faxrutdinova Liudmila Kukushkina Donata Rimšaitė |

## Medaillenspiegel
| Platz | Land                   | Goldmedaille | Silbermedaille | Bronzemedaille |
| 1     | Litauen                | 2            | –              | –              |
| 1     | Frankreich             | 2            | –              | –              |
| 3     | Vereinigtes Königreich | 1            | 1              | –              |
| 3     | Ungarn                 | 1            | 1              | –              |
| 5     | Ukraine                | 1            | –              | 2              |
| 6     | Volksrepublik China    | –            | 2              | –              |
| 7     | Russland               | –            | 1              | 4              |
| 8     | Brasilien              | –            | 1              | –              |
| 8     | Lettland               | –            | 1              | –              |
| 10    | Südkorea               | –            | –              | 1              |